# When Men Forget
Pour plus de détails, voir Fiche technique et Distribution.
When Men Forget est un film muet américain réalisé par Colin Campbell et sorti en 1913.

## Fiche technique
- Réalisation : Colin Campbell
- Scénario : William E. Wing
- Production : William Nicholas Selig
- Date de sortie : 
  - États-Unis : 26 juin 1913

## Distribution
- Bessie Eyton
- Lillian Hayward
- Adele Lane
- Mrs A. W. Filson
- Tom Santschi
- Wheeler Oakman